# Jeffrey Price e Peter S. Seaman
Jeffrey Lawrence "Jeff" Price (18 de dezembro de 1949) e Peter Stewart Seaman (26 de outubro de 1951) são dois roteiristas e produtores estadunidenses que trabalharam juntos em vários projetos, mas são mais conhecidos por serem os roteiristas do filme Who Framed Roger Rabbit.

## Filmografia
- Trenchcoat (1983)
- Who Framed Roger Rabbit (1988)
- Doc Hollywood (1991)
- Wild Wild West (1999)
- How the Grinch Stole Christmas (2000)
- Last Holiday (2006)
- Shrek the Third (2007)
- The SpongeBob Movie: Search for SquarePants (2025)